# دانشکده نفت
دانشکده نفت آبادان در آبادان، ابتدای بوارده شمالی، پشت ساختمان موزه واقع شده و در تاریخ ۱۰ دی ۱۳۸۱ با شمارهٔ ثبت ۷۰۴۴ به‌عنوان یکی از آثار ملی ایران به ثبت رسیده است.
در پاییز ۱۳۳۲ علی‌اصغر پورهمایون تصمیم به تأسیس دانشکده نفت در محل هنرسرای عالى در تهران گرفت  که پنج سال پیشتر از وزارت فرهنگ جدا و به وزارت اقتصادملی منتقل شده بود. وزیر بعدی اقتصاد ملی فخرالدین شادمان که سال بعد روی کار آمد، بر این نظر بود که دانشجویان دانشکده نفت، درس‌های تئورى را در تهران و درس‌های عملى را در آبادان بگذرانند اما نظر رضا جعفری وزیر فرهنگ این بود که دانشکده کلا به آبادان انتقال یابد که با تصویب مجلس نظر او عملی شد. نخستین آزمون ورودی دانشکده نفت در ۲۹ شهریور ۱۳۳۳ در تهران با شرکت حدود ۱۵۰۰ داوطلب برگزار شد.